# Cratere Ideler
Ideler è un cratere lunare di 37,77 km situato nella parte sud-orientale della faccia visibile della Luna, a nordest del più grande cratere Baco, ad ovest-nordovest di Pitiscus e ad est-sudest del cratere Breislak.
A causa della sua bassa latitudine, la formazione appare dalla Terra piuttosto raccorciata. 
Ideler fa parte di una formazione di crateri accoppiati assieme a 'Ideler L', nel quale il cratere principale si sovrappone lungo il suo lato orientale. Il più piccolo cratere satellite 'Baco R' è quasi congiunto all'opposto, al confine orientale. La restante parte del margine è consumata, con un paio di piccoli crateri lungo il lato settentrionale e la parete interna. La superficie interna non presenta caratteristiche rilevanti.
Il cratere è dedicato all'astronomo tedesco Christian Ludwig Ideler.

## Crateri correlati
Alcuni crateri minori situati in prossimità di Ideler sono convenzionalmente identificati, sulle mappe lunari, attraverso una lettera associata al nome.
| Ideler | Coordinate            | Diametro (in km) |
| ------ | --------------------- | ---------------- |
| A      | 50°12′36″S 21°55′48″E | 10,69            |
| B      | 50°46′48″S 22°21′00″E | 9,67             |
| C      | 51°20′24″S 23°13′48″E | 6,35             |
| L      | 49°19′48″S 23°39′00″E | 36,52            |
| M      | 49°00′00″S 25°34′12″E | 18,18            |